# Kipling Jungle Book Cycle

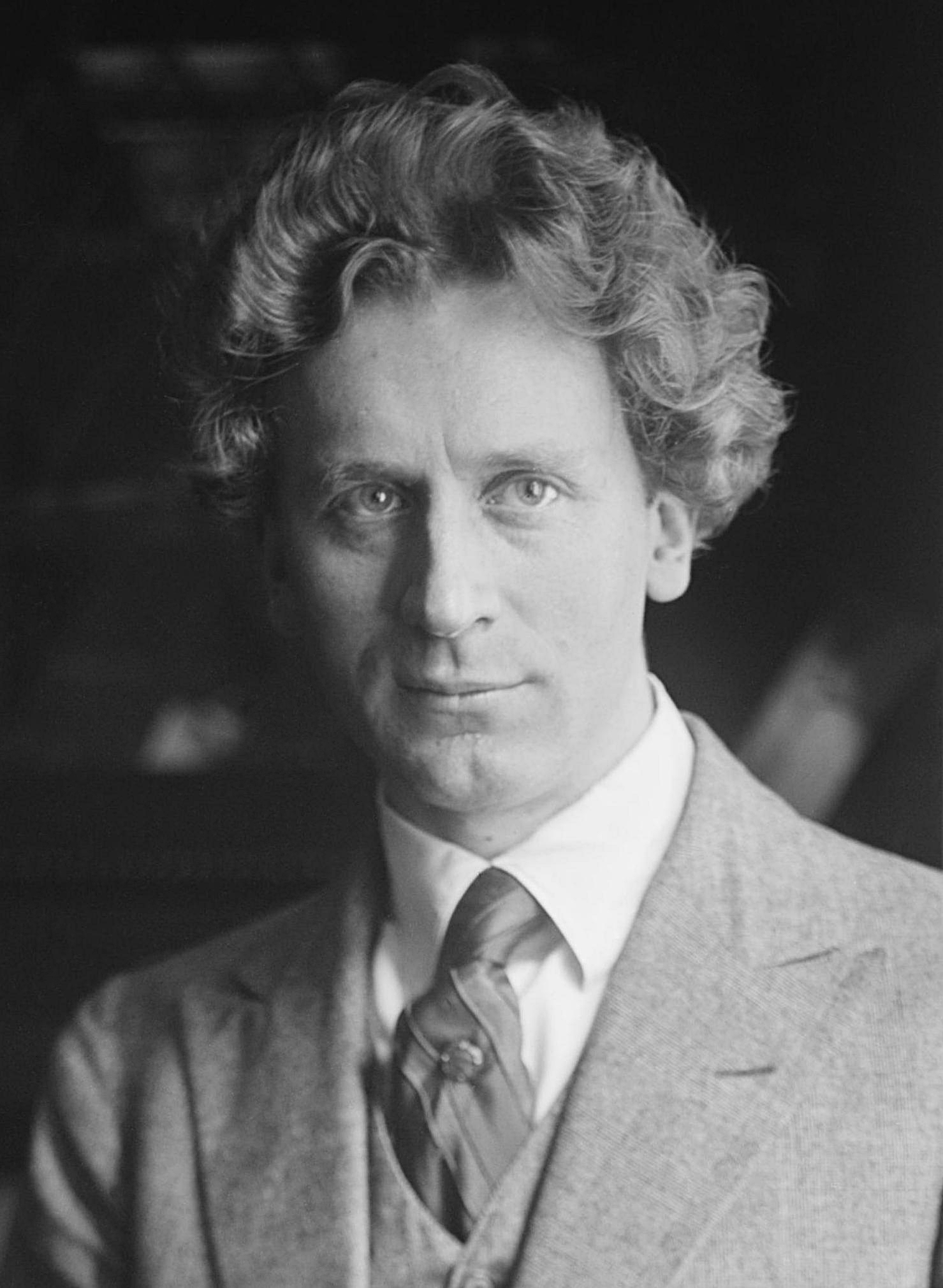
Percy Grainger, autore del Kipling Jungle Book Cycle

Kipling Jungle Book Cycle, chiamato anche semplicemente Jungle Book Cycle, è un ciclo sinfonico composto da Percy Grainger tra il 1898 e il 1947, ispirato ad alcuni poemi e racconti delle raccolte Il libro della giungla e Il secondo libro della giungla di Rudyard Kipling.
È composto da 11 movimenti per coro e orchestra o pianoforte per un totale di circa 25 minuti.

## Movimenti
1. The Fall of the Stone (Kipling Setting No. 16) - 2:14
2. Morning Song in the Jungle (Kipling Setting No. 3) - 2:54
3. Night-Song in the Jungle (Kipling Setting No. 17) - 0:52
4. The Inuit (Kipling Setting No. 5) - 2:20
5. The Beaches of Lukannon (Kipling Setting No. 20) - 3:26
6. Red Dog (Kipling Setting No. 19) - 1:14
7. The Peora Hunt (Kipling Setting No. 14) - 0:42
8. Hunting-Song of the Seeonee Pack (Kipling Setting No. 8) - 1:22
9. Tiger! Tiger! (Kipling Setting No. 4) - 1:23
10. The Only Son (Kipling Setting No. 21) - 4:43
11. Mowgli's Song Against People (Kipling Setting No. 15) - 3:53